# Старе-Юхи (гмина)
Старе-Юхи (пол. Stare Juchy) — сельская гмина (волость) в Польше, входит как административная единица в Элкский повет, Варминьско-Мазурское воеводство. Население — 4023 человека (на 2004 год).

## Демография
| Перепись                       | Всего   | Всего | Женщины | Женщины | Мужчины | Мужчины |
| ------------------------------ | ------- | ----- | ------- | ------- | ------- | ------- |
| Единицы                        | человек | %     | человек | %       | человек | %       |
| Население                      | 4023    | 100   | 1976    | 49,1    | 2047    | 50,9    |
| Плотность населения (чел./км²) | 20,5    | 20,5  | 10,1    | 10,1    | 10,4    | 10,4    |

## Сельские округа
1. Баламутово
2. Червонка
3. Добра-Воля
4. Горло
5. Горлувко
6. Грабник
7. Езоровске
8. Калтки
9. Крулёва-Воля
10. Лясмяды
11. Лиски
12. Нове-Кшиве
13. Ольшево
14. Ожехово
15. Острув
16. Паниструга
17. Пловце
18. Рогале
19. Рогалик
20. Сикоры-Юске
21. Скомацк-Вельки
22. Старе-Юхы
23. Старе-Кшиве
24. Щециново
25. Завады-Элцке

## Соседние гмины
1. Гмина Элк
2. Гмина Ожиш
3. Гмина Свентайно
4. Гмина Выдмины